# 高品雄基
高品 雄基（たかしな ゆうき、男性、1990年2月20日 - ）は、日本の俳優。千葉県出身。A型。身長180cm。愛称は「しなっち」。

## 略歴・人物
千葉県袖ケ浦市出身。国際武道大学を卒業後、芸能活動をスタート。多岐に渡る活動を経て、2014年に劇団TEAM-ODACに入団。
2015年には初の舞台演出を手掛けた作品が、杉並演劇祭にて優秀賞を受賞。2018年には３本連続で主演舞台を経験。コミカルな芝居には定評。ODAC本公演ではムードメーカー的な存在を確立。2023年6月に劇団TEAM-ODACを退団。
2023年3月に公開された映画「有り、触れた、未来」では、出演だけでなく、プロデューサーチームUNCHAIN10＋1(アンチェインイレブン)の一員として製作にも参加している。
2024年4月に劇団5454に入団。
特技は野球、殺陣。普通自動車免許、柔道初段、乗馬ライセンス5級の資格を所持、趣味はコーヒー。好きな食べ物はハンバーグ、チョコレート。好きなアニメはタッチで、あだち充さんの作品は全部好き。三人兄弟の末っ子で姉と兄が居る。

## 受賞歴
2015年度
- 舞台演出を手掛けた『ヒカリの射す花』が杉並演劇祭で優秀賞受賞[2]。

## 出演

### テレビ
- ドクターX〜外科医・大門未知子〜（2014年11月、テレビ朝日）第7話
- ボキャブライダー（2017年4月 - 2021年3月 準レギュラー、Eテレ） - 西園寺 役[11][12]
- コンフィデンスマンJP（2018年、フジテレビ）第6話
- 途中下車の恋街（2018年3月、AbemaTV）第8回[13]
- HiGH&LOW THE WORST～EPISODE.O～（2019年7月、日本テレビ） - 北林 役[14]
- 仮面ライダーゼロワン（2020年2月、テレビ朝日）第9話  -  Dr.オミゴトの助手 役[15]
- スポットライト（2020年7月、東京MXテレビ）第3話 - マネージャー 役
- タリオ復讐代行の2人（2020年10月、NHK総合）第3話 - 部下 役
- REAL⇔FAKE 2nd Stage（2021年6月、MBSテレビ）第1話 - 記者 役
- クロステイル 〜探偵教室〜（2022年5月14日、東海テレビ）第6話 - あかりの元彼 役[16]
- ドラフトキング（2023年4月、WOWOW） - 知念正貴 役[17]
- CODE-願いの代償-（2023年7月、読売テレビ・日本テレビ） - 県警暴対課の捜査官 役[18]
- トリリオンゲーム（2023年7月、TBSテレビ）第1話 - ドラゴンバンク社員 役[19]
- 今日からヒットマン（2023年11月、テレビ朝日）第5話 - 警察官 役
- パンドラの果実～科学犯罪捜査ファイル～ Season3（2024年6月、日本テレビ）最新章SP

### 映画
- この森を通り抜ければ（2012年9月1日公開、監督：瀬々敬久）[20]
- 奥河内ムービー・プロジェクト「はじめての神頼み」（2018年9月17日公開、監督：田村啓介） - 神様 役 / 彼氏 役
- HiGH&LOW THE WORST （2019年10月4日公開、監督：久保茂昭） - 北林 役
- チトちゃんとリオくん（2021年2月19日公開、監督：鈴木エリナ）- リオ 役
- ブレイブ -群青戦記-（2021年3月12日公開、監督：本広克行）- 学生 役
- DIVOC-12「流民」（2021年10月1日公開、監督： 志自岐希生） - カップル 役
- 有り、触れた、未来 （2023年3月10日公開、監督： 山本透） - 遠藤翔 役[21]
- おまえの罪を自白しろ（2023年10月20日公開、監督：水田伸生） - 刑事 役
- 陰陽師0（2024年4月19日公開、監督：佐藤嗣麻子） - 学生 大江安行 役

### 舞台
- Creostyle produce vol.3「幹事の器」（2012年4月、テアトルBONBON）
- セブンスキャッスル「人狼ザ・ライブプレイングシアター」（2012年5月、シアターKASSAI）- 農夫ノーマン 役
- アリー・エンターテイメントプロデュース「いい日、僕なり。」（2012年6月、シアターグリーン BIG TREE THEATER）
- 劇団3number第2回公演「僕だけのヒーロー」 （2012年9月、てあとるらぽう）
- FPアドバンスプロデュースvol.3「男おいらん」（2012年12月、芝居砦・満天星）
- GROW-UP Produce Vol.1「DOG's」（2013年1月、笹塚ファクトリー）
- 演劇ユニットMOSH 05「〜理由なき反抗〜」（2013年4月、シアターKASSAI）
- スポンタニアス♡第3回公演「釣書バード」（2013年6月、中目黒キンケロシアター）
- 劇団3number第３回公演「パパってば！」（2013年9月、南大塚ホール）
- タンバリンプロデュース「のぶニャがの野望」 （2013年10月、六行会ホール）- いミャがわ義元 役
- フライドBALL企画vol.5「オレンジノート」（2013年11月、明石スタジオ）
- コラボ企画「BLACK10」（2014年2月、全労済ホール／スペース・ゼロ）
- フライドBALL企画vol.7「PLAY COMIC STORYs～落語を演劇へ～」（2014年5月、明石スタジオ）
- タンバリンステージ 「MOSH 007〜私が愛したスパイ〜」（2014年5月、シアターグリーン BOX in BOX） - ゲスト出演
- ツラヌキ怪賊団5th Navigation「みんなのうた」（2014年9月、シアターグリーン BIG TREE THEATER）
- RIDE STAGING OFFICEプロデュース DIVE@LIVE-維新-「幕末-狼kick!-」（2014年10月、BIG TREETHEATER）- 大久保利通 役
- 進戯団夢命クラシックス＃17「君の手には夢幻のファクター」（2014年12月、中目黒キンケロシアター）- ザクロ 役
- ≪haru&HIDE 28th Anniversary〜universe presents RAINBOW AFTER RAIN Vol.2〜≫（2014年12月）
- 劇団番町ボーイズ☆第3回公演「HOME〜魔女とブリキの勇者たち〜」（2015年11月、草月ホール）- 横島 役
- アクターズトラッシュ アッシュ第２０回公演「世界は僕のCUBEで造られる・2016」（2016年6月、サンモールスタジオ）- 角田 役
- 「hide presents MIX LEMONeD JELLY 2016」（2016年7月、舞浜アンフィシアター）
- 劇団番町ボーイズ☆第4回本公演 with 人狼TLPT S 舞台「天下統一恋の乱 LoveBallad ～序章～」（2016年10月、全労済ホール スペース・ゼロ）- フランシスコ・ザビエール 役
- フライドBALL企画vol.17「底辺駆ける高さ」（2016年11月、明石スタジオ）
- TRIBE「prey on」（2017年1月、八幡山ワーサルスタジオ）- 牛込 役
- 劇団番町ボーイズ☆第7回本公演 オフィスクレッシェンドプロデュース 「マネキンライフ」（2017年6月、新宿シアターモリエール）- 七さん 役
- LIBERALプロデュース公演「RUN=KING」（2018年4月、川崎市アートセンター アルテリオ小劇場） - 主演・アラタ 役
- Monkey Works Vol.1「キンギンヒシャカク!〜乙女の一手〜」（2019年2月、草月ホール）-通行人A 役
- 舞台「人狼ザ・ライブプレイングシアター」（2019年3月）- 農夫ノーマン 役
- 朗読劇「季節の恋」（2019年6月、上野ストアハウス）
- Monkey Works Vol.2「キンギンヒシャカク!〜乙女の一手〜(再演)」（2019年10月、新宿シアターモリエール）- 通行人A 役(兼演出)[22]
- おおばかものシリーズ第4弾 『おおばかもの～ふくらめ！私のイースト菌！～』（2019年10月〜11月、浅草花劇場） - ビンデレ 役
- 劇団水中ランナー第13回公演「普通じゃない普通」（2022年7月、劇場MOMO）- 佐藤恭介 役
- 劇団5454 2022年秋公演「ビギナー♀」（2022年11月、あうるすぽっと）- 楠健 役[23]
- 若手演出家コンクール2022最終選考上演作品 春陽漁介(劇団5454)演出「宿りして」[24](2023年2〜3月、下北沢「劇」小劇場)
- 劇団5454 2023年秋公演「結晶」（2023年11月、赤坂RED/THEATER）- 栗原栗之介 役[25]
- 弦巻楽団 「秋の大文化祭！」2023 劇団5454  「宿りして」（2023年12月、生活支援型文化施設コンカリーニョ ）[26]
- 劇団 水中ランナー 第16回公演「もしも日々が続くから 炊飯器と手帳と / 何者でもない」（2024年6月、OFF・OFFシアター）[27]
- 劇団5454「ねもはも」（2024年11月 〜 12月、ターミナルプラザことにパトス 他）[28]
- 劇団5454 2025年初夏企画公演「カタロゴス〜『玉』/『石』についての短編集〜」（2025年5月〜6月〈予定〉、シアター711）[29]

#### 劇団TEAM-ODAC
- 第14回本公演「ぶっ壊したい世界 (再演) 」（2014年7月、紀伊國屋ホール）
- 第15回本公演「僕らの深夜高速」（2014年11月、草月ホール）- 小川輝男 役
- 第16回本公演「MOON&DAY～うちのタマ知りませんか？～」（2015年5月、全労済ホール スペース・ゼロ）- 堺球一 役
- 第17回本公演「DARMA〜ダルマ～ (再演) 」（2015年6月、紀伊國屋ホール）- 天馬 役
- 第18回本公演「真っ白な図面とタイムマシン (再演) 」（2015年8月、紀伊國屋ホール）
- 第19回本公演「僕らの深夜高速 (再演) 」（2015年10月、草月ホール）- 久米将吉 役
- 第21回本公演「小さな結婚式〜いつか、いい風は吹く〜」（2016年4月、紀伊國屋ホール）- 柏木金太郎 役
- 第22回本公演「MOON&DAY～うちのタマ知りませんか？～ (再演) 」（2016年9月、草月ホール）- 堺球一 役
- 第23回本公演「僕らのピンクスパイダー」（2017年3月、紀伊國屋ホール) - 影野 役[30]
- 番外公演「MOON&DAY〜うちのタマ知りませんか？ 〜人狼を探せ！3丁目のとある一日〜」（2017年4月、新宿村LIVE）- 堺球一 役
- 第24回本公演「BLACK10・改」（2017年7月、草月ホール）- 後藤元継 役
- 第25回本公演「毎日が冒険～ねぇ… miss you～」（2017年8月、紀伊國屋サザンシアター TAKASHIMAYA）- 渋川セイジ 役
- 第26回本公演 「岸和田少年愚連隊～あの頃のハートは今もある～」（2017年9月、全労済ホール スペース・ゼロ）- ヤッピー 役
- 第27回本公演「小さな結婚式～いつか、いい風は吹く～(再演)」（2017年12月、全労済ホール スペース・ゼロ）- 柏木金太郎 役
- 第28回本公演 「猫と犬と約束の燈(再演)」（2018年2月、草月ホール） - 主演・古家野美津 役[31]
- 第30回本公演 「猫と犬と約束の燈（2018）-夏」（2018年7月、全労済ホール スペース・ゼロ） - 主演・古家野美津 役[32]
- 第31回本公演「浮遊するfitしない者達」（2019年4月、俳優座劇場）- 加藤晴海 役
- 第32回本公演「小さな結婚式〜いつか、いい風は吹く〜」（2019年5月、全労済ホール スペースゼロ / 大阪ビジネスパーク円形ホール）- 柏木金太郎 役
- TEAM-ODAC×株式会社甲羅グループ 第33回本公演「キクネ〜僕らに出来ること〜」（2019年12月、草月ホール）- 笑顔担当のドラマー 役
- 第35回本公演「岸和田少年愚連隊～あの頃のハートは今もある〜（2020年秋の陣）」（2020年11月、こくみん共済coopホール スペース・ゼロ）- ヤッピー 役
- 第36回本公演「ダルマ (2021) 」（2021年6月、浅草花劇場） - 主演・ダルマ 役[33]
- 第37回本公演【15周年記念公演】「浦安鉄筋家族〜子ども大戦争〜」（2021年7月、こくみん共済coopホール スペース・ゼロ） - 金子翼 役[34]
- 第34回本公演「僕らの深夜高速」※2020年6月予定の延期公演（2021年12月、草月ホール）- 前川昌彦 役[35]
- 第38回本公演「続・猫と犬と約束の燈」（2022年2月、新国立劇場 小劇場）- 山下三太 役　→全公演中止・延期[36]
- 第39回本公演「舞台・破天荒フェニックス〜いつだって始まっている〜」（2022年6月、シアターサンモール）- 民谷亮 役[37]
- 第40回本公演「舞台・破天荒フェニックス」（2022年12月、俳優座劇場）- 民谷亮 役

### CM
- ニンテンドーDS(2014年）
- NHK BS1「サッカー見たい!!︎LOVEサッカー」（2018年）
- BUFFERIN「TIME IN A BOX」（2018年）
- モスバーガー「ご当地モスCM デミグラ牛カツバーガー 兵庫」編（2018年)
- KARTE「小太郎とわたし」（2019年）
- EPSON×Netflix「dreamio×Netflix」WEBCM（2020年）
- ライオン「ストッパ下痢止めEX」BSCM（2020年）
- 明治プロビオヨーグルトR-1「きっと明日は」編（2020年）
- アサヒ飲料 十六茶「わたしの味方」編（2024年）

### MV
- でんぱ組.inc「ちゅるりちゅるりら」（2014年）
- FIFA「FIFA会やろうぜ！キャンペーンムービー」（2015年）

- ピースストーン「声」[38]（2018年）

### ラジオ
- 渋谷演劇部（2017年4月 - 2019年12月、コミュニティFM渋谷のラジオ） - レギュラー

### その他
- バンダイナムコエンターテンメント ＆cast番組「シェアハウCHU!」（2018年3月 - 2019年6月） - レギュラー

- Hot-Dog PRESS ワークマンモデル（2020年5月、6月）

- 講談社 日めくり３１日カレンダー「半沢直樹のルール」モデル（2020年5月）[39]

## 演出

### 舞台
- フライドBALL企画vol.10「ヒカリの射す花」(2015年3月、明石スタジオ）
- 劇団Miss女子会 第二会公演「男尊ジョリー」（2019年7月、サンモールスタジオ）
- Monkey Works Vol.2「キンギンヒシャカク!〜乙女の一手〜(再演)」（2019年10月、新宿シアターモリエール） - 演出兼出演